# Triptamina
A triptamina é um metabólito da indolamina derivado do triptofano. Sua estrutura química é definida por um indol, um anel de benzeno e pirrol fundidos e um grupo 2-aminoetil no terceiro carbono. A estrutura da triptamina é uma característica compartilhada de certos neuromoduladores monoaminérgicos, como melatonina, serotonina, bufotenina e outros psicodélicos derivados, como dimetiltriptamina (DMT), psilocibina, psilocina e outras triptaminas de ocorrência natural. É um alcaloide bioativo encontrado em plantas, fungos e animais.
Em termos de estrutura química, é composta por um anel de indol, e é quimicamente relacionada ao aminoácido triptofano, do qual seu nome é derivado. A triptamina é encontrada em quantidades de aminas traço nos cérebros de mamíferos e tal presença é atribuída a seu papel como neuromodulador ou neurotransmissor.
A triptamina ativa os receptores associados à amina traço que se expressam no cérebro de mamíferos e regulam a atividade dos sistemas dopaminérgico, serotoninérgico e glutamatérgico. No intestino humano, as bactérias simbióticas convertem o triptofano em triptamina, ativando os receptores 5-HT4 e regulando a motilidade gastrointestinal. Vários medicamentos derivados da triptamina foram desenvolvidos para tratar enxaquecas, enquanto os receptores associados à amina estão sendo explorados como um alvo potencial de tratamento para distúrbios neuropsiquiátricos.